# Internet Movie Cars Database
Internet Movie Cars Database (インターネット・ムービー・カーズ・データベース、略称: IMCDb)とは、映画やテレビドラマなどに登場する劇用車を中心とした車両及びそれに関する情報を集めたオンラインデータベースである。本サイトはIMDBと同じ体裁で2004年に設立され、映画の項目作成時にもIMDbのページとリンクする事が可能である。

## 概要

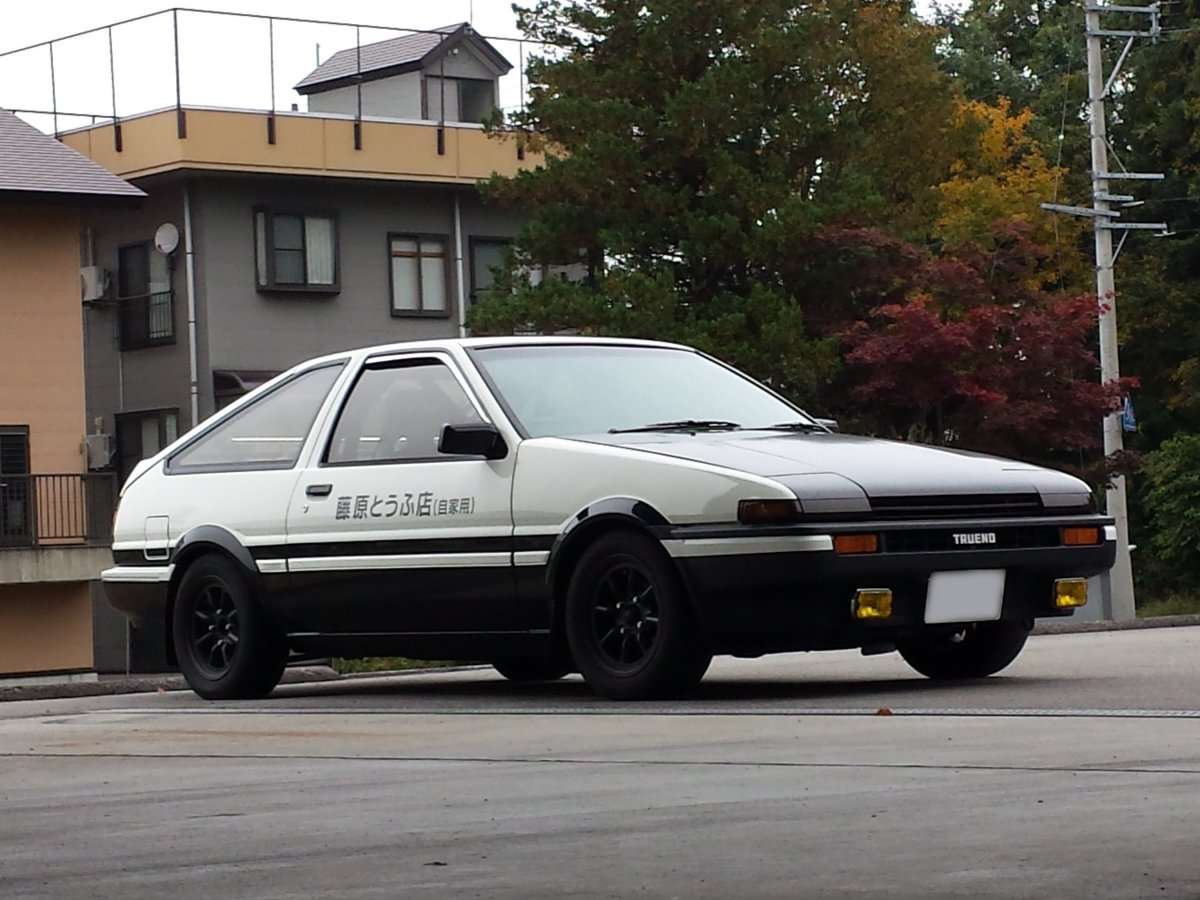
例として『頭文字D』シリーズにおける主人公の愛車であるトヨタ・AE86（スプリンタートレノ）の情報もシリーズ内の各作品ごとに掲載されている。

IMCDbは2004年に、フランス人のウェブデベロッパーにより作成された映画などに登場する自動車のデータベースである。その後アントワン・ポッテンと言う名のベルギー人プログラマーが運営に関わるようになり翌2005年にはポッテンにIMCDbの運営は引き継がれた。また、当初は乗用車のみがデータベースの収集対象であったが、次第にオートバイやトラック、バスなども含まれるようになり、最終的には電車や船、及び原動機を持たないものを除くほぼ全ての車両を網羅するようになった
2021年8月現在、7万作品以上もの映画やドラマ、アニメ等に登場する140万台以上の車両がIMCDB上に登録されている。